# 苏共民主纲领
苏共民主纲领（俄语：Демократическая платформа в КПСС）是1990年在苏联共产党内部形成的一个派系。1990年2月13日，苏共中央在二月全会上通过将提交苏共“二十八大”的《走向人道的民主的社会主义》纲领草案，供全党公开讨论。在此之前，以鲍里斯·叶利钦、加夫里尔·波波夫、阿纳托利·索布恰克、弗拉基米尔·李森科、维亚切斯拉夫·绍斯塔科夫斯基等人代表的党内反对派于1990年1月20日—21日在莫斯科举行全苏党的俱乐部和组织代表会议，并在会上通过《向苏共二十八大提出的民主纲领》。这一纲领于1990年3月3日刊登在《真理报》上，随后支持这一纲领的党员形成了“苏共民主纲领”派。
该派的成员分布在苏联的102个城市和13个加盟共和国，拥有162个党员俱乐部及各种党员组织，由该派协调委员会协调各地的活动。该派认为，苏联社会和苏共都已深陷危机，党的威信在逐渐下滑，危机正在将社会推向危险的边缘，而苏共应对此负责。根本的危机是共产主义思想的危机，宣布的目标与实现的手段是不道德的。关于无产阶级专政、共产党领导作用、社会利益高于个人利益、没有市场的社会主义等教条主义认识需要进行根本性修改。苏共正面临思想、政治、组织和道德危机，其根源在社会主义制度形成时就已经存在。苏共早已不再是一个社会运动或群众性民主组织。民主集中制的原则被认为是导致党内和整个政治体制非民主化的关键因素，因而需要对苏共进行彻底改革。这一改革过程分为两个阶段。第一阶段是将权力从执政党移交给苏维埃，推进党内民主化。为此，需要修改苏联宪法第6条，取消规定苏共领导作用的条款；抛弃对马克思主义的教条式解释；要求苏共对历史承担责任，坚决谴责国家社会主义模式，并推动向基于全人类利益和价值观优先的民主社会主义过渡。要用基本的民主原则取代民主集中制，完全废除委任制，实行直接选举、派系自由以及党内联邦化。第二阶段，苏共应转变为在多党制、法治和议会制度下发挥作用的议会政党。党的领导权应通过选举获得，党应集中精力完成纲领、政治、意识形态和组织的四大职能，最大限度地简化党内结构，取消不必要的中间环节。上级党组织无权撤销下级组织在权限范围内的决议，并应建立对根本问题进行投票表决的机制。议会党团应拥有自主权，仅服从党的代表大会。党内的保守派和激进派应彻底划清组织界限，各个派别可以成为若干个不同社会主义模式及建设道路的基础。
该派的提案未能在1990年7月的苏共“二十八大”上获得通过。其代表人物叶利钦等因此退出苏共，部分成员随后组织或加入俄罗斯联邦共和党、俄罗斯民主党等政治反对派组织。